# ライセス
『ライセス』（Raíces）は、2025年にリリースされたグロリア・エステファンの通算30枚目のスタジオ・アルバム。

## 概要
自身にとって18年ぶりとなるスペイン語アルバム。自身のキューバ人としてのルーツに焦点を当てた作品であり、夫のエミリオ・エステファンが全面的にプロデューサーとして関わっている。更に家族への愛もアルバムの題材であり、自分の人生を形作った人達への音楽のラヴレターになっている。
グロリアにとっては通算30作目のアルバムでもあり、音楽活動を開始してから50周年の節目を祝う作品でもある。
「マイ・ビューティフル・ボーイ」は孫のサシャに捧げられた一曲で、グロリアによる書下ろし。

## 収録曲
| #   | タイトル                         | 作詞 | 作曲・編曲 |
| --- | -------------------------------- | ---- | ---------- |
| 1.  | 「Raices」                       |      |            |
| 2.  | 「Granados Quiero Ser」          |      |            |
| 3.  | 「La Vecina (No Se Na')」        |      |            |
| 4.  | 「Como Paso」                    |      |            |
| 5.  | 「Tan Iguales y Tan Diferentes」 |      |            |
| 6.  | 「Chirriqui Chirri」             |      |            |
| 7.  | 「Te Juro」                      |      |            |
| 8.  | 「Cuando El Tiempo Nos Castiga」 |      |            |
| 9.  | 「Agua Dulce」                   |      |            |
| 10. | 「Mi Niño Bello (Para Sacha)」   |      |            |
| 11. | 「Tu y Yo」                      |      |            |
| 12. | 「My Beautiful Boy (For Sacha)」 |      |            |
| 13. | 「How Will You Be Remembered」   |      |            |